# قرار مجلس الأمن التابع للأمم المتحدة رقم 1233
قرار مجلس الأمن التابع للأمم المتحدة رقم 1233، المتخذ بالإجماع في 6 نيسان / أبريل 1999، بعد إعادة التأكيد على القرار 1216 (1998) بشأن الحالة في غينيا بيساو، أنشأ المجلس مكتب الأمم المتحدة لدعم بناء السلام في غينيا بيساو لتسهيل تنفيذ اتفاق أبوجا.
في ديباجة القرار، واصل مجلس الأمن الإعراب عن قلقه بشأن الوضع الإنساني في غينيا بيساو. وأشار إلى التصريحات الصادرة عن رئيس غينيا بيساو جواو برناردو فييرا وزعيم المجلس العسكري المعلن من جانب واحد بعدم اللجوء مرة أخرى إلى استخدام الأسلحة، ورحب بأداء حكومة وحدة وطنية جديدة اليمين. وأشار المجلس أن هناك عقبات خطيرة لا تزال قائمة، ويرجع ذلك جزئيا إلى عدم عودة الموظفين المدنيين وغيرهم من المسؤولين إلى غينيا بيساو من بلدان أخرى. ورحب بنشر قوات من مجموعة المراقبة التابعة للجماعة الاقتصادية لدول غرب أفريقيا وأكد على ضرورة إجراء انتخابات عامة ورئاسية في أقرب وقت ممكن وفقا لاتفاق أبوجا.
وقد أُثني على الأطراف للخطوات التي اتخذوها حتى الآن في عملية السلام وطُلب منهم اتخاذ إجراءات لسير عمل الحكومة بسلاسة وعودة اللاجئين. وطُلب منهم الاتفاق على وجه السرعة على موعد إجراء انتخابات حرة ونزيهة وشاملة.
وتأييدا لقرار الأمين العام كوفي عنان، أذن المجلس بإنشاء مكتب الأمم المتحدة لدعم بناء السلام في غينيا بيساو لتنسيق أنشطة الأمم المتحدة في غينيا بيساو خلال الفترة الانتقالية التي سبقت الانتخابات العامة والرئاسية بالإضافة إلى تنفيذ اتفاق أبوجا، بالتعاون مع قوة المراقبة والجماعة الاقتصادية لدول غرب إفريقيا والمنظمات الدولية.
وكرر القرار تأكيد مطلب نزع سلاح القوات المحاربة السابقة وتسكينها ورحب بالتقدم الذي أحرزه فريق المراقبين العسكريين التابع للجماعة الاقتصادية لدول غرب أفريقيا في هذا الصدد؛ كما كانت إزالة الألغام من المناطق لتسهيل عودة اللاجئين ضرورية. وحث المجلس كافة الأطراف على احترام القانون الدولي، لا سيما فيما يتعلق بعمليات الأمم المتحدة والعاملين في المجال الإنساني. ورحب بعقد مؤتمر برعاية برنامج الأمم المتحدة الإنمائي في جنيف في الفترة من 4 إلى 5 أيار / مايو 1999 لحشد المساعدة لغينيا بيساو.
وأخيرا، طُلب من الأمين العام أن يقدم تقريرا إلى المجلس بحلول 30 حزيران / يونيو 1999 وكل 90 يوما بعد ذلك عن التطورات المتعلقة بغينيا بيساو، واتفاق أبوجا، ومكتب الأمم المتحدة لدعم بناء السلام في غينيا بيساو، وفريق المراقبين العسكريين التابع للجماعة الاقتصادية لدول غرب أفريقيا.

## روابط خارجية
- نص القرار في undocs.org
- UNOGBIS website على موقع واي باك مشين (نسخة محفوظة November 23, 2010)